# Szank
Szank é um município da Hungria, situado no condado de Bács-Kiskun. Tem 74,83 km² de área e sua população em 2015 foi estimada em 2.317 habitantes.